# Домовина јеврејског народа
Домовина јеврејског народа је идеја укорењена у јеврејској историји, религији и култури. Тежња Јевреја да се врати на Сион, генерално повезана са елементом сакралног, прожимала је јеврејску религиозну мисао од уништења Првог храма и вавилонског изгнанства.

## Историја
Модерни правни покушаји да се успостави национална домовина за јеврејски народ почели су 1839. године петицијом Мојсија Монтефјореа упућеном Саиду из Египта за јеврејску домовину у региону Палестине.
Први талас модерних јеврејских миграција у Палестину под отоманском управом, познат као Прва алија, почео је 1881. године, када су Јевреји бежали од погрома у источној Европи. Иако је ционистички покрет већ постојао у пракси, аустроугарски новинар Теодор Херцл је заслужан за оснивање политичког ционизма, покрета који је настојао да успостави јеврејску државу у земљи Израел, нудећи тако решење за тзв. јеврејско питање европских држава, у складу са циљевима и достигнућима других националних пројеката тог времена.
Нацрт циља модерног ционистичког покрета који је поднет Првом ционистичком конгресу Ционистичке организације 1897. гласио је: „Ционизам настоји да успостави дом за јеврејски народ у Палестини осигуран по јавном закону. Један делегат је покушао да убаци фразу „по међународном праву“, чему су се други противили. Усвојена је компромисна формула, која је постала позната као Базелски програм.
Друга алија (1904–14) почела је након погрома у Кишињеву; око 40.000 Јевреја се населило у Палестини, иако је скоро половина њих на крају напустила Палестину. И први и други талас миграната били су углавном ортодоксни Јевреји, иако је Друга алија укључивала социјалистичке групе које су успоставиле покрет кибуца. Иако су имигранти Друге Алије углавном настојали да створе заједничка пољопривредна насеља, у том периоду је Тел Авив основан као први планирани јеврејски град 1909. У овом периоду су се појавиле и јеврејске наоружане милиције, од којих је прва била Бар-Гиора, гарда основана 1907. Две године касније основана је већа организација Хашомер као замена.
Сајкс-Пикотов споразум од 16. маја 1916. је регион Палестине одвојио за „међународну администрацију“ под британском контролом. Прва званична употреба израза „национални дом за јеврејски народ“ била је у Балфуровој декларацији.